# Golf Channel
Golf Channel (do roku 2008 pod názvem The Golf Channel, zkráceně TGC) je americký placený sportovní kabelový a satelitní televizní kanál, jež je úzce profilován na tematiku golfu. Stanice vysílá nepřetržitě 24 hodin denně. Programová skladba je tvořená živými přenosy z golfových turné, dokumenty o golfu a slavných golfových hráčích, pořadů typu talk show se slavnými golfisty a golfovým zpravodajstvím s aktuálními výsledky. Pro rekreační golfisty vysílá také instruktážní videa a školu golfu. Podle licenčních podmínek může Golf Channel odvysílat také teleshopping propagující firmy působící v golfovém prostředí.

## Historie

### Před startem
Nápad na spuštění sportovního kanálu cíleného výhradně na golf se zrodil v roce 1991 u mediálního podnikatele Josepha E. Gibbse, pocházejícího z Birminghamu v Alabamě. Ten vytušil dostatečný zájem veřejnosti a nechal si provést průzkum. Gibbsovi se podařilo zahájit spolupráci s americkým profesionálním golfistou Arnoldem Palmerem, který měl velmi dobré znalosti golfu a kontakty v golfovém prostředí, zatímco Gibbs měl zkušenosti s provozováním dalších kabelových sítí. Své plány na spuštění Golf Channelu společně oznámily veřejnosti na profesionálním golfovém turnaji Bob Hope Chrysler Classic v únoru roku 1993 a začaly hledat investory. To se jim nakonec podařilo. Kabeloví operátoři Continental Cablevision, Comcast Cable Communication, Newhouse Broadcasting, Cablevision Industries, Adelphia Communications a Times Mirror Company poskytly na spuštění nového kanálu a vybudování plně digitálně vybaveného studia celkem 80 milionů amerických dolarů.

### 1995–1999
Na sestavení pestrého programového schématu byl přijat zkušený manažerský tým a odborník na line up vysílání. The Golf Channel zahájil své vysílání 17. ledna 1995 a již od 19. do 22. ledna 1995 odvysílal první živý přenos soutěže Dubai Desert Classic. The Golf Channel se stal prvním sportovním kanálem věnující se výhradně golfu. V prvním roce bylo odvysíláno 23 tuzemských turnajů a 41 evropských a australských událostí.
V roce 1996 byly spuštěny webové stránky GolfChannel.com, jejímž hlavním cílem bylo sdružovat komplexní informace pro golfisty a fanoušky, nejnovější zprávy, video návody a další informace z oblasti golfu. Ve stejném roce Golf Channel expandoval do zahraničí a zahájil vysílání v Japonsku.
Na konci roku 1998 měl The Golf Channel 22 milionů předplatitelů.

### 2000–2009
V roce 2002 The Golf Channel zaměstnával ve studiu v Orlandu 330 lidí.
O rok později provozovatel britského televizního programu Golf TV (Golf TV Ltd.) oznámil spojenectví s americkou základnou Golf Channel a tak ke dni 22. listopadu 2003 byla spuštěna britská verze Golf Channel UK. První vysílání bylo možné sledovat od 19. hodiny v digitální satelitní platformě Sky Digital na kanálu 429.
V roce 2006 došlo ke spojenectví DirecTV s podnikatelem Carlosem Avilou, což vedlo ke spuštění verze Golf Channel pro Latinskou Ameriku s výjimkou Brazílie. Program je vysílán ve španělštině.
Úspěch zaznamenali v roce 2007, kdy se podařilo uzavřít exkluzivní patnáctiletý kontrakt s největším organizátorem golfových turné PGA Tour. Tento kontrakt zcela pokryl Mercedes Championship, Sony Open, Bob Hope Chrysler Classic a FedExCup, včetně World Golf Championships, The Tour Championship a Players Championship. PGA zaručuje 47 PGA tour událostí.
Na konci roku 2007 bylo ukočeno vysílání britské verze Golf Channel UK. Příjmy z reklamy a teleshoppingu nepokryly výdaje stanice na její provoz.
Od roku 2008 se název programu zkrátil na Golf Channel a bylo zahájeno vysílání v České republice a na Slovensku.

### 2010 až současnost
K dalšímu rozšíření partnerství na deset let, tentokrát s organizací LPGA, sdružující profesionální golfistky, došlo v roce 2010. To umožní odvysílat Premier Women's Professional Golf Tour a získali výhradní práva k Solheim Cupu. V téže roce se Golf Channel stává součástí portfolia skupiny Comcast, jehož součástí jsou televizní stanice E!, Style Network, PBS Kids Sprout a další. Po tomto spojení došlo k výraznému zvýšení podílu sledovanosti.
Roku 2010 byla podepsána smlouva s francouzským provozovatelem satelitní televize AB Groupe, na jejíž základě vzniká francouzská verze Golf Channel (France) vysílající z Lucemburska. Obdobně vzniká i verze pro Thajsko a Tchaj-wan.
V roce 2011 dochází ke sloučení skupiny Comcast s americkým konglomerátem NBCUniversal, čímž se Golf Channel stal součástí NBC Sports Group, které se podařilo rozšířit multiplatformní partnerství s PGA of America a stal se výhradním partnerem vysílání Ryder Cupu v USA až do roku 2030.
Golf Channel v roce 2014 expandoval také na polský trh, kde je v anglickém jazyce vysílán prostřednictvím kabelové televize EchoStar Studio v Poznani.

## TV pořady

### Golfové soutěže
- Ryder Cup je nejsledovanější golfová týmová soutěž na světě, ve které bojuje o vítězství Evropa se Spojenými státy.
- PGA Tour a FedExCup jsou nejprestižnějším okruhem mužského golfu v zámoří, kde hráči bojují o prémii 10 milionů amerických dolarů. Každý rok je zakončen čtyřmi díly Play Off.
- Presidents Cup – Výběr světa bez hráčů Evropy s USA
- World Golf Championship jsou po majorech nejprestižnější golfové turnaje mužského golfu.
- European Tour – Nejlepší golfisté z Evropy se v závěrečném turnaji představí v katarském Dubaji.

### Zpravodajství a analýzy
- Denní zpravodajství – Aktuální informace ze světa golfu v rámci relace Golf Central
- Morning Drive

### Pro rekreační golfisty
- Tréninkové lekce (Playing Lessons) – Lekce amerických trenérů pro začínající golfisty
- Golf Channel Academy
- PGA Tour Champions Learning Center
- Škola golfu (School Of Golf)
- The Golf Fix

### Ostatní pořady
- Feherty – Talk show uváděná Davidem Fehertym
- Golf's Greatest Rounds
- The Big Break

## Mezinárodní verze
- Golf Channel Czech & Slovak
- Golf Channel France
- Golf Channel Japan
- Golf Channel Latin America
- Golf Channel UK
- Golf Channel Taiwan
- Golf Channel Thailand

## Dostupnost
Níže jsou uvedeny pouze satelity, na níž probíhá vysílání americké verze Golf Channelu. Distribuční neveřejné trasy zde nejsou uvedeny.

### Satelitní vysílání
| Družice               | Frekvence (GHz), SR, FEC | Kódování      | Vysílací čas (SEČ) | Poznámka |
| --------------------- | ------------------------ | ------------- | ------------------ | -------- |
| EchoStar 16 (61.5°E)  | 12.341/R, 21500, 2/3     | Nagravision 3 | 24 hodin           |          |
| Nimiq 5 (72.7°E)      | 12.618/L, 21500, 2/3     | Nagravision 3 | 24 hodin           |          |
| QuetzSat 1 (77.0°W)   | 12.370/R, 22500, 5/6     | Nagravision 3 | 24 hodin           |          |
| Nimiq 4 (82.0°W)      | 12.588/L, 21500, 2/3     | Nagravision 3 | 24 hodin           |          |
| Nimiq 6 (91.1°W)      | 12.486/R, 20000, 5/6     | Nagravision 3 | 24 hodin           |          |
| AMC 18 (105.0°W)      | 3.740/H, 30000, 5/6      | Digicipher    | 24 hodin           |          |
| AMC 18 (105.0°W)      | 4.020/H, 30000, 5/6      | Digicipher    | 24 hodin           |          |
| Anik F1R (107.3°W)    | 11.928/V, 19510, 3/4     | Digicipher    | 24 hodin           |          |
| Anik F1R (107.3°W)    | 11.989/V, 20500, 2/3     | Digicipher    | 24 hodin           |          |
| EchoStar 11 (110.0°W) | 12.341/R, 20000, 7/8     | Nagravision 3 | 24 hodin           |          |
| EchoStar 14 (119.0°W) | 12.253/R, 21500, 2/3     | Nagravision 3 | 24 hodin           |          |
| Ciel 2 (129.0°W)      | 12.341/R, 21500, 2/3     | Nagravision 3 | 24 hodin           |          |
| Ciel 2 (129.0°W)      | 12.443/L, 21500, 2/3     | Nagravision 3 | 24 hodin           |          |
| Ciel 2 (129.0°W)      | 12.632/R, 21500, 2/3     | Nagravision 3 | 24 hodin           |          |

### Kabelové sítě
Golf Channel je dostupný v mnoha kabelových sítích ve Spojených státech amerických a Kanadě.